# MRFAP1
MRFAP1 (англ. Morf4 family associated protein 1) – білок, який кодується однойменним геном, розташованим у людей на короткому плечі 4-ї хромосоми.  Довжина поліпептидного ланцюга білка становить 127 амінокислот, а молекулярна маса — 14 650.
| 10         |  | 20         |  | 30         |  | 40         |  | 50         |
| ---------- |  | ---------- |  | ---------- |  | ---------- |  | ---------- |
| MRPLDIVELA |  | EPEEVEVLEP |  | EEDFEQFLLP |  | VINEMREDIA |  | SLTREHGRAY |
| LRNRSKLWEM |  | DNMLIQIKTQ |  | VEASEESALN |  | HLQNPGDAAE |  | GRAAKRCEKA |
| EEKAKEIAKM |  | AEMLVELVRR |  | IEKSESS    |  |            |  |            |

A: Аланін

C: Цистеїн

D: Аспарагінова кислота

E: Глутамінова кислота

F: Фенілаланін

G: Гліцин

H: Гістидин

I: Ізолейцин

K: Лізин

L: Лейцин

M: Метіонін

N: Аспарагін

P: Пролін

Q: Глутамін

R: Аргінін

S: Серин

T: Треонін

V: Валін

W: Триптофан

Локалізований у цитоплазмі, ядрі.